# Congregação dos Padres da Doutrina Cristã
Congregação dos Padres da Doutrina Cristã (em língua latina: Congregatio Patrum Doctrinae christianae) é um "instituto de vida consagrada" da Igreja Católica, os seus membros são também conhecidos como Padres Doutrinários ou simplesmente Doutrinários. Os religiosos desta congregação clerical ao seu nome próprio pospõem a sigla "D.C.". Tinha por objetivo inicial ensinar o catecismo aos camponeses.
O instituto foi fundado em 29 de setembro de 1592 em L'Isle-sur-la-Sorgue, Avinhão, pelo sacerdote francês César de Bus e aprovado pela Santa Sé em 23 de dezembro de 1597. A instituição depois passou a aceitar a direção de vários colégios e estabelecimentos de ensino que surgiram. Uma fração dos Doutrinários se recusou a fazer votos e se separou de César de Bus em 1619 para se reunir aos Padres da Doutrina Cristã Oratorianos; a seguir foi reorganizado pelo Papa Bento XIII e pelo Papa Bento XIV, que em 1747 uniu a instituição à congregação homônima fundada por Marco de Sadis Cusani em Roma em 1560.
Atualmente os Padres Doutrinários se dedicam sobretudo ao ministério paroquial, ao ensino e às publicações formativas e doutrinais. Em fins de 2004 a congregação contava com 18 casas, 97 religiosos e 60 sacerdotes. Os Doutrinários estão presentes no Brasil desde 1960, no estado de São Paulo. Possuem paróquias sob seus cuidados nas cidades de Guaíra, Catanduva, São Paulo, Bertioga. Em Catanduva, fica a província. 
César de Bus fundou também uma Congregação das Filhas da Doutrina, também conhecidas como Ursulinas.